# Fredrik Kessiakoff
Fredrik Kessiakoff (Nacka, 17 mei 1980) is een Zweeds voormalig wielrenner en mountainbiker. Hij kwam van 2011 tot en met 2014 uit voor Astana.

## Carrière
In 2004 eindigde Kessiakoff als twaalfde in de olympische mountainbikerace in Athene, gevolgd door de zeventiende plaats op de Olympische Spelen van 2008 in Peking.
Hij reed in 2012 zijn eerste Ronde van Frankrijk. Hij streed tijdens deze ronde samen met Thomas Voeckler om het bergklassement en eindigde hierin als tweede, achter de Fransman. In de Ronde van Spanje wist Kessiakoff, net zoals eerder in het seizoen in de Ronde van Zwitserland, de individuele tijdrit te winnen. Eind 2014 kon Kessiakoff geen nieuwe World Tour ploeg vinden. Omdat hij geen niveau lager wilde koersen stopte hij met wielrennen. Zodoende werd de Ronde van Lombardije zijn laatste koers. Hij reed deze echter niet uit.

## Palmares

### Mountainbike
| Seizoen  | Wereldbeker | OS       | WK       | EK       | ZK       | Overige                                 | Totaal aantal zeges |          |
| Als prof | Als prof    | Als prof | Als prof | Als prof | Als prof | Als prof                                | Als prof            | Als prof |
| -------- | ----------- | -------- | -------- | -------- | -------- | --------------------------------------- | ------------------- | -------- |
| 2003     |             | NVT      | 39e      |          | Brons    |                                         | 0                   |          |
| 2004     |             | 12e      | 21e      |          | Goud     |                                         | 1                   |          |
| 2005     |             | NVT      | 4e       | 13e      |          | Sunshine Cup                            | 1                   |          |
| 2006     |             | NVT      | ↑        | 4e       | Goud     | Nalles, Nordic Championship, Bundesliga | 4                   |          |
| 2007     | Maribor     | NVT      | 4e       | ↑        | Goud     | Afxentia I, Afxentia II                 | 3                   |          |
| 2008     |             | 17e      | 4e       | 7e       | Goud     | Sunshine Cup                            | 2                   |          |
|          |             |          |          |          |          |                                         |                     |          |
| Totaal   | 1           | 0        | 0        | 0        | 4        | 7                                       | 12                  |          |

### Wegwielrennen

#### Overwinningen
2011
2e etappe Ronde van Oostenrijk
 Eindklassement Ronde van Oostenrijk
2012
7e etappe Ronde van Zwitserland (ITT)
11e etappe Ronde van Spanje (ITT)

#### Resultaten in voornaamste wedstrijden
| Jaar | Ronde van Italië | Ronde van Frankrijk | Ronde van Spanje |
| ---- | ---------------- | ------------------- | ---------------- |
| 2009 | 50e              |                     | 72e              |
| 2010 |                  |                     |                  |
| 2011 |                  |                     | 34e              |
| 2012 |                  | 40e                 | 61e (1)          |
| 2013 | 90e              | opgave              |                  |
| 2014 |                  |                     |                  |

| Jaar | Milaan-San Remo | Amstel Gold Race | Ronde van Lombardije | Waalse Pijl | Clásica San Sebastián |  | WK op de weg |  | Wereldranglijsten |
| ---- | --------------- | ---------------- | -------------------- | ----------- | --------------------- |  | ------------ |  | ----------------- |
| 2009 | 105e            | 51e              | opgave               |             | 42e                   |  | 78e          |  | 152e (UWK)        |
| 2010 |                 |                  |                      |             | opgave                |  |              |  |                   |
| 2011 |                 | 106e             |                      | 52e         |                       |  | 54e          |  |                   |
| 2012 |                 |                  | 10e                  |             |                       |  | 15e          |  | 111e (UWT)        |
| 2013 |                 |                  |                      |             |                       |  | opgave       |  |                   |
| 2014 |                 |                  | opgave               |             |                       |  |              |  |                   |

## Ploegen
- 2000-Crescent
- 2001-Crescent
- 2002-Crescent
- 2003-Motorex-Bianchi
- 2004-Siemens Mobile-Cannondale
- 2005-Siemens-Cannondale
- 2006-Cannondale-Vredestein
- 2006-Team Barloworld (stagiair)
- 2007-Cannondale-Vredestein
- 2008-Full-Dynamix-IT
- 2009-Fuji-Servetto
- 2010-Team Garmin-Transitions
- 2011-Astana
- 2012-Astana
- 2013-Astana
- 2014-Astana

Wielerploegen van Fredrik Kessiakoff
Arreitunandia ·
Astarloa ·
Bonomi ·
Caccia ·
Cárdenas ·
Cheula ·
Christensen ·
Cox ·
Degano ·
Facci ·
Green ·
Jefimkin ·
Kannemeyer ·
Maartens ·
Perry ·
Sabido ·
Schärer ·
Southam ·
Txurruka ·
Corti (stagiair) ·
Kessiakoff (stagiair) 
Bailetti ·
Benítez · 
Camaño ·
Cañada · 
Capecchi · 
Capelli · 
Clarke · 
Cobo · 
de la Fuente · 
del Nero · 
Domínguez (tot 31/05) · 
Durán · 
Fernández de la Puebla · 
Gómez Gómez · 
González · 
Intxausti · 
Jufré · 
Kessiakoff · 
Kišerlovski · 
Mejías · 
Nardello (tot 15/04) · 
Piemontesi · 
Serrano (tot 15/07) · 
Sjpilevski (tot 15/06) · 
Tonti · 
Viganò · 
Walker (tot 31/03) · 
Wurf · 
Merino (stagiair)
Bobridge ·
Carlsen ·
Cozza ·
Danielson · 
Dean ·
Duggan ·
Farrar ·
Fischer ·
Hesjedal ·
Hunter ·
Kessiakoff ·
M. Kreder ·
Lowe ·
Maaskant ·
Martin ·
Meier ·
C. Meyer ·
T. Meyer ·
Millar · 
Pate ·
Peterson ·
Stetina ·
Tuft ·
Vande Velde ·
van der Velde ·
Vansummeren ·
Wilson ·
Zabriskie ·
Fairly (stagiair) ·
R. Kreder (stagiair) ·
Talansky (stagiair)
Bazajev ·
Clarke ·
Davis ·
Di Grégorio ·
Dyaçenko ·
Fofonov ·
Gasparotto ·
Hryvko ·
M. Iglinski · 
V. Iglinski ·
Jufré ·
Kangert ·
Kasjetsjkin ·
Kessiakoff ·
Kirejev (tot 15/08) ·
Kišerlovski ·
Kreuziger ·
Lorenzetto ·
Masciarelli ·
Mizoerov ·
Nepomnyaşşïy ·
Petrov ·
Renev ·
Štangelj ·  
Tiralongo · 
Vaitkus ·
Vinokoerov ·
Zejts ·
Groezdev (stagiair) ·
Joemabekov (stagiair) ·
Sjoetsjemojin (stagiair) ·
Tlewbajev (stagiair)
Aru ·
Bazajev ·
Božič ·
Brajkovič ·
Dyaçenko ·
Fofonov ·
Gasparotto ·
Gavazzi ·
Groezdev ·
Guarnieri ·
Hryvko ·
M. Iglinski · 
V. Iglinski ·
Kangert ·
Kasjetsjkin ·
Kessiakoff ·
Kišerlovski ·
Kreuziger ·
Masciarelli (tot 31/05) ·
Moeravjov ·
Nepomnyaşşïy ·
Petrov ·
Ponzi ·
Renev ·
Seeldraeyers · 
Silin · 
Tiralongo · 
Vinokoerov  ·
Zejts
Agnoli ·
Aru ·
Bazajev ·
Božič ·
Brajkovič ·
Dyaçenko ·
Fuglsang ·
Gasparotto ·
Gavazzi ·
Groezdev ·
Guardini ·
Guarnieri ·
Hryvko ·
Huffman ·
Iglinski · 
Kamışev ·
Kangert ·
Kasjetsjkin ·
Kessiakoff ·
Loetsenko ·
Moeravjov ·
Nibali ·
Ponzi ·
Seeldraeyers · 
Silin · 
Tiralongo · 
Tlewbajev ·
Vanotti ·
Zejts
Agnoli · Aru · Božič · Brajkovič · Dyaçenko · Fominykh · Fuglsang · Gasparotto · Gavazzi · Groezdev · Guardini · Guarnieri · Hryvko · Huffman · V.Iglinski · M.Iglinski · Kamışev · Kangert · Kessiakoff · Landa · Loetsenko · Moeravjov · Nibali · Scarponi · Tiralongo · Tlewbajev · Vanotti · Westra · Zejts · Ayazbajev (stagiair) · Davïdenok (stagiair) · Qojatajev (stagiair)
- LIBRIS: 392265
- Virtual International Authority File: 292145542612296640318